# Пунта де Су Турионе (Сасари)
Пунта де Су Турионе је насеље у Италији у округу Сасари, региону Сардинија.
Према процени из 2011. у насељу је живело 4 становника. Насеље се налази на надморској висини од 38 м.